# Thelypteris paucipinnata
Thelypteris paucipinnata är en kärrbräkenväxtart som först beskrevs av John Donnell Smith och fick sitt nu gällande namn av C. Reed. Thelypteris paucipinnata ingår i släktet Thelypteris och familjen Thelypteridaceae. Inga underarter finns listade.